# Neophysobates montanus
Neophysobates montanus är en kvalsterart som först beskrevs av Engelbrecht 1986.  Neophysobates montanus ingår i släktet Neophysobates och familjen Tegoribatidae. Inga underarter finns listade i Catalogue of Life.